# ZFC
La Teoria de conjunts de Zermelo-Fraenkel (ZFC) és el conjunt d'axiomes canònic de la teoria de conjunts. El seu nom es deu als matemàtics que la van desenvolupar: Ernst Zermelo i Abraham Fraenkel i la C per la inclusió de l'axioma d'elecció (Choice en anglès). Existeixen altres conjunts d'axiomes de la Teoria de Conjunts com el NBG (von Neumann, Bernays, Gödel), el TG (Tarski, Grothendieck) i el MK (Morse, Kelley), però són extensions conservadora, no conservadora i pròpia, respectivament, de ZFC.

## El conjunt d'axiomes
La teoria axiomàtica de conjunts es desenvolupa en el marc de la lògica de primer ordre, amb els seus símbols habituals de connectives ({\displaystyle \land ,\lor ,\neg ,\rightarrow ,\leftrightarrow }) i de quantificadors ({\displaystyle \forall ,\exists }), més el predicat d'igualtat ({\displaystyle =}) i una relació binària de pertinença ({\displaystyle \in }). Denotem amb majúscules els conjunts i amb minúscules els elements d'un conjunt (que, òbviament, poden ser altres conjunts). Existeixen diverses formalitzacions equivalents dels axiomes; seguim la proposada per Thomas Jech.

### 1 Axioma d'extensionalitat
Si {\displaystyle X} i {\displaystyle Y} tenen els mateixos elements, aleshores {\displaystyle X=Y}.
Formalment:
{\displaystyle \forall u(u\in X\leftrightarrow u\in Y)\rightarrow X=Y}
L'axioma expressa la idea bàsica que un conjunt està determinat pels seus elements.

### 2 Axioma del parell
Per a qualsevol {\displaystyle a} i {\displaystyle b} existeix un conjunt {\displaystyle \{a,b\}} que conté exactament {\displaystyle a} i {\displaystyle b}
Formalment:
{\displaystyle \forall a\forall b\exists c\forall x(x\in c\leftrightarrow x=a\lor x=b)}
Per l'axioma d'extensionalitat, el conjunt {\displaystyle c} és únic. D'altra banda, com que {\displaystyle \{a,b\}=\{b,a\}} podem definir també el parell ordenat: {\displaystyle (a,b)} que satisfà la condició {\displaystyle (a,b)=(c,d)\leftrightarrow (a=c)\land (b=d)}. De la mateixa forma es poden definir n-ples, és a dir, triples, quadrúples, etc.

### 3 Axioma de separació
Si {\displaystyle P} és una propietat (amb paràmetre {\displaystyle p}), aleshores per a tot {\displaystyle X} i {\displaystyle p} existeix un conjunt {\displaystyle Y=\{u\in X:P(u,p)\}} que conté tots els {\displaystyle u\in X} que tenen la propietat {\displaystyle P}
Formalment:
{\displaystyle \forall X\forall p\exists Y\forall u(u\in Y\leftrightarrow u\in X\land \phi (u,p))}
Cal tenir en compte que per a cada fórmula {\displaystyle \phi (u,p)}, la fórmula anterior és un axioma. Per això a vegades se l'anomena esquema d'axioma de separació.
Una conseqüència directa de l'axioma de separació, és que la intersecció i la resta de dos conjunts és un altre conjunt i es poden definir les operacions: {\displaystyle X\cap Y=\{u\in X:u\in Y\}} i {\displaystyle X-Y=\{u\in X:u\notin Y\}}.

### 4 Axioma de la unió
Per a tot {\displaystyle X} existeix un conjunt {\displaystyle Y=\bigcup X}, unió de tots els elements de {\displaystyle X}
Formalment
{\displaystyle \forall X\exists Y\forall u(u\in Y\leftrightarrow \exists z(z\in X\land u\in z))}
Per extensionalitat el conjunt {\displaystyle Y} és únic.

### 5 Axioma del conjunt potència
Per a tot {\displaystyle X} existeix el conjunt potència {\displaystyle Y={\mathcal {P}}(X)}, que és el conjunt format per tots els subconjunts de {\displaystyle X}
Formalment:
{\displaystyle \forall X\exists Y\forall u(u\in Y\leftrightarrow u\subset X)}
Un conjunt {\displaystyle u} és un subconjunt de {\displaystyle X}, ({\displaystyle u\subset X}) si {\displaystyle \forall z(z\in u\rightarrow z\in X)}.
Quan {\displaystyle u\in X} i {\displaystyle u\neq X} diem que {\displaystyle u} és un subconjunt propi de {\displaystyle X}.

### 6 Axioma de l'infinit
Existeix un conjunt infinit.
Formalment:
{\displaystyle \exists S(\emptyset \in S\land (\forall x\in S)x\cup \{x\}\in S)}
Aquest axioma evita un altre axioma, que seria bàsic, postulant l'existència de, com a mínim, un conjunt.
La combinació d'aquest axioma amb l'axioma del conjunt potència, implica l'existència d'infinits conjunts infinits diferents, ja que el conjunt potència del conjunt infinit és un altre conjunt infinit de cardinalitat estrictament superior. I així successivament.

### 7 Axioma de reemplaçament
Si una classe {\displaystyle F} és una funció, aleshores per a tot {\displaystyle X} existeix un conjunt {\displaystyle Y=F(X)=\{F(x):x\in X\}}
Formalment:
{\displaystyle \forall x\forall y\forall z(\phi (x,y,p)\land \phi (x,z,p)\rightarrow y=z)\rightarrow \forall X\exists Y\forall y(y\in Y\leftrightarrow (\exists x\in X)\phi (x,y,p))}
Com en el cas de l'axioma de separació, per a cada funció {\displaystyle \phi }, la fórmula anterior és un axioma, per això se l'anomena esquema d'axioma de reemplaçament.

### 8 Axioma de regularitat
Tot conjunt no buit té un element minimal per ∈.
Formalment:
{\displaystyle \forall S(S\neq \emptyset \rightarrow (\exists x\in S)S\cap x=\emptyset )}
Com a conseqüència no existeix la seqüència infinita {\displaystyle x_{0}\ni x_{1}\ni x_{2}\ni ...}. En particular, no existeix cap conjunt tal que {\displaystyle x\in x} i no existeixen cicles: {\displaystyle x_{0}\in x_{1}\in x_{2}\in ...\in x_{n}\in x_{0}}.

### 9 Axioma d'elecció
Tota família de conjunts no buits té una funció d'elecció que permet seleccionar un element de cada conjunt.
Al contrari que els axiomes anteriors, aquest axioma postula l'existència d'un conjunt sense definir-lo: si {\displaystyle S} és una família de conjunts i {\displaystyle \emptyset \notin S}, aleshores una funció d'elecció per a {\displaystyle S} és una funció que satisfà: {\displaystyle f(X)\in X}.
Aquest axioma permet demostrar que tot conjunt pot ser ben ordenat i, aleshores, tot conjunt infinit té cardinalitat igual a algun {\displaystyle \aleph _{\alpha }}.
L'axioma va ser utilitzat per primer cop per Zermelo l'any 1904 per a demostrar el teorema del bon ordre i va crear una controvèrsia generalitzada sobre la seva validesa.

## Història
Tot i que es poden trobar antecedents en les obres de diferents matemàtics alemanys com Bolzano (el primer a utilitzar la paraula conjunt, menge en alemany), Riemann o Dedekind, la teoria de conjunts va ser pràcticament creació d'una sola persona, Georg Cantor, qui, a partir de 1879, la va anar desenvolupant en una sèrie d'articles i publicacions, especialment en els seus tractats de 1895 i 1897. Aquesta teoria va ser aviat objecte de crítiques perquè conduïa a contradiccions (paradoxes de Russell (1902), de Burali-Forti (1897) o de Banach-Tarski (1924). Aquestes contradiccions obligaven a axiomatitzar la teoria de forma suficientment precisa perquè no conduís a contradiccions (perquè fos consistent).
Per arribar a una axiomatització precisa va caldre, no obstant, esperar a les contribucions de Zermelo de 1904 (demostració del teorema del bon ordre) i, sobretot, de 1908. Aquestes van ser posteriorment ampliades i sistematitzades per Fraenkel i Skolem en el que avui es coneix com a teoria ZFC.